# 法国音乐
法國音樂除了有多樣的民俗音樂外，它亦受到亞洲、拉丁美洲和非洲的音樂影響。法國有很多著名的作曲家，還有很多流行音樂的表演者。

## 歷史
法國音樂的歷史可以追溯到10世紀的複音樂曲，而10至13世紀則有吟遊詩人創作奧克語歌曲。12世紀末經文歌形式的音樂開始出現。

## 古典音樂

### 歌劇
第一首法國歌劇應為Akébar roi du Mogol，於1646年的卡龐特拉中進行首演。
尚-巴迪斯堤·盧利以為路易十四創作芭蕾舞曲而著名，他亦改編意大利的正歌劇，1673年的Cadmus便是他第一篇的改編作品。他亦發展了不少管弦樂團至今仍沿用的慣例，如指揮家的拍子記法，以及首席小提家作為帶領樂團的角色。
後來法國的戲劇由讓·拉辛和皮埃爾·高乃依帶領至巔峰。
法國其中一最著名的歌劇是卡門，由喬治·比才所作。

### 浪漫主義
知名的埃克托·白遼士是一名十分有創意的早期浪漫主義作曲家。
於19世紀末，法國出現了不少作曲家，如儒勒·馬斯內、加布里埃爾·佛瑞和埃里克·薩蒂等等。而拉威爾和德布西對音樂界的影響尤為深遠，啟發了很多如巴爾托克·貝拉、伊果·費奧多羅維奇·史特拉汶斯基等作曲家。

### 20世紀
20世紀早期，新古典主義音樂興起，一些如阿爾伯特·魯塞爾、六人團的作曲家出現。後來的作曲家包括皮埃尔·布列兹、杜替耶和奧立佛·梅湘。其中布列兹為序列主義中舉足輕重的音樂大師。

## 民俗音樂

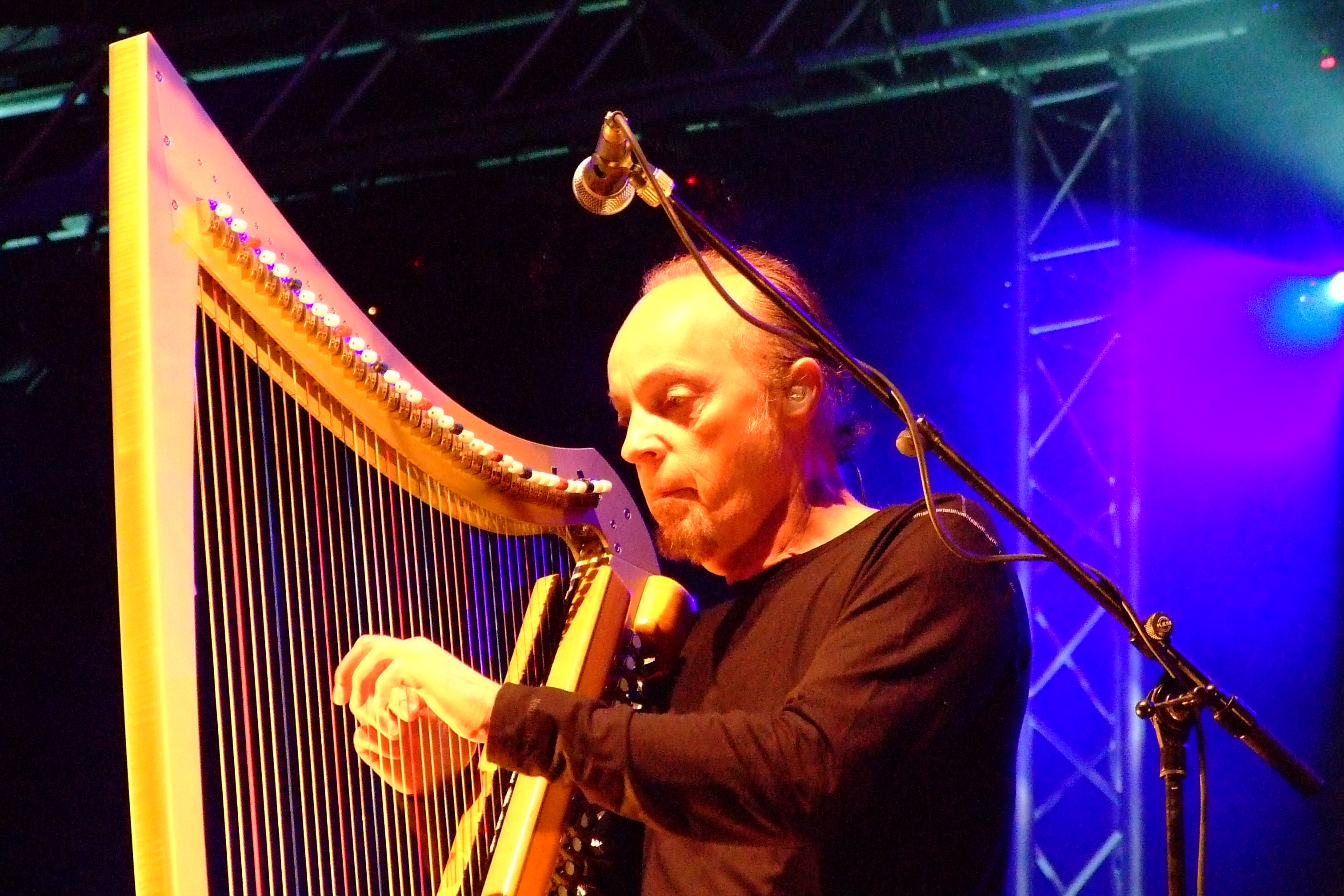
艾伦-斯蒂威尔在德国纽伦堡 Bardentreffen现场演出。

### 巴黎
1900年的巴黎出現了一種新的圓舞曲-Valse musette。

### 法國西部
法國西部有傳統的謠曲、提琴音樂以及舞曲，主要在普瓦圖和旺代省的地區。
法國西部有不少民族舞蹈，如庫朗特、3拍子的布雷舞曲等。

### 法國中部
法國中部風笛和手搖風琴的音樂﹝見下節﹞以及布雷舞曲的發展較為篷勃。此處的民俗音樂差異甚大，如其北方的布雷舞曲多為2拍子，南方則多為3拍子，並加有風笛和手搖風琴的伴奏。

### 風笛和手搖風琴
手搖風琴﹝法語：﹞像是一個機械小提琴。它不是以手指按壓弦線改變音高，而是以鍵盤操控的楔子接觸弦線。它不是以琴弓而是以一個裝在琴身的輪摩擦琴弦。
風笛是使用簧片的木管樂器。法國比其它國家擁有更多種類的風笛，當中最著名的是cabrette和貝里的grande cornemuse，於17世紀時已出現。

### 科西嘉島
科西嘉島有獨特的複音合唱，為男性三重唱。樂曲多為和諧的音樂，但偶爾也有不協調音。
科西嘉音樂也會用到風笛、16弦的魯特琴、曼陀林以及全音階的手風琴。

### 加勒比地區
Zouk是一種由瓜德羅普和馬丁尼克發展出來的音樂。它是一種基於瑪祖卡的流行舞蹈，在19世紀傳入加勒比地區。
現在見到的Zouk其實融合了美國的R&B風格，著名樂隊有La Compagnie Créole'。

## 流行音樂

### 香頌
香頌是法國的流行歌曲，它的巔峰時期為1950及60年代，但至今仍非常流行。出名歌手有雅克·布雷爾、艾迪特·皮雅芙。

### 搖滾樂
1950年代的貓王啟發了很多的搖滾樂手，如强尼·哈立戴。至70年代搖滾樂進入高峰，不少樂隊藉迷幻搖滾的興起而成名，如Magma、電話樂隊
法國也有其民謠搖滾，結合了凱爾特和布列塔尼風格。

#### 前衛搖滾
法國在前衛搖滾上的地位是不可缺少的，於世界各地也有支持者。

#### 1980年代
1980年代，法國的搖滾樂種類日漸繁多，如龐克搖滾、流行龐克、流行電音。

### 法國浩室
法國浩室為1990年代的一種浩室音樂，亦有Disco house、Neu-disco、French touch、filter house、tekfunk等等稱謂。
1997至1999年法國浩室音樂成功打入國際市場，但現在的樂隊多轉到其他的音樂形式。

### 嘻哈音樂
1983年嘻哈音樂傳至法國，經過多年的發展，法國現為第二大的嘻哈音樂市場。

### Raï
阿爾及利亞，曾經長期受法國殖民統治的國家，於1920年代結合鄉村和城市音樂創造出Raï，後來亦使用現代的樂器，及引入放克、嘻哈、搖滾的風格。至1992年受到廣大法國民眾所喜愛。

## 法國音樂期刊

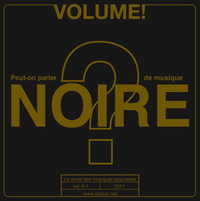
Volume ! n°8-1 "Peut-on parler de musique noire ?" ("我們所說的黑人音樂是什麼？)"

一份音樂期刊叫作Volume!，是介紹流行音樂和其歷史的期刊，逢5月和11月以法語及英語發行，它亦用作同行評審。它首先於2002年以Copyright Volume!為名初次發行，後於2008年改名Volume!。

## 外部連結
- A century of French music in one anthology -  (1905-2009) - 免費下載
- Discovering French Music 1-12冊
- French-kisses, 關於法國音樂的Blog （页面存档备份，存于）
- BBC Radio 3 (105 分鐘): Marseille - Mahgreb Rap, Algerian Rai, Pacific Creole, Congolese Rumba. （页面存档备份，存于）2010年11月25日
- （法文） Traditional music of France. （页面存档备份，存于） Musée d'Ethnographie de Genève-2010年11月25日
- French Music Blog: Modern French music for English-speaking fans （页面存档备份，存于）